# Гирла
Гирла (итал. Lago di Ghirla) — озеро в Италии, расположено в провинции Варесе области Ломбардия, к северу от города Вальганна.
Площадь озера составляет 0,245 км², глубина достигает 14 м. Небольшая речка Маргораббия перед впадением в озеро образует заболоченную область к югу от него. В 1898 году на озере была построена дамба и гидроэлектростанция, что вызвало повышение уровня воды в озере. Вырабатываемое электричество используется для обеспечения железной дороги Вальганны.
На северном берегу озера расположен посёлок Гирла. По восточному берегу проходит дорога, соединяющая посёлок с Вальганной.
Озеро Гирла расположено на высоте 442 м над уровнем моря в приальпийской долине. Климат в районе озера континентальный с отрицательными температурами зимой. Летом температура воды в озере редко превышает 20 °C. Из фауны распространены настоящая лягушка, линь, карп, щука обыкновенная, речной окунь, осётр, уклейка. На берегах обитает дикий кабан.